# Pterocryptis wynaadensis
Pterocryptis wynaadensis és una espècie de peix de la família dels silúrids i de l'ordre dels siluriformes.

## Morfologia
Els mascles poden assolir els 30 cm de llargària total.

## Distribució geogràfica
Es troba a l'Índia: Kerala i Karnataka.